# Norman H. Bangerter
Norman Howard „Norm“ Bangerter (* 4. Januar 1933 in Granger, Utah; † 14. April 2015 in Murray, Utah) war ein amerikanischer Politiker (Republikanische Partei), der von 1985 bis 1993 Gouverneur des Bundesstaates Utah war.

## Frühe Jahre
Bangerter besuchte die Brigham Young University und die University of Utah. Er war ein erfahrener Bauunternehmer im Wohnungsbau und der Immobilienerschließungsbranche. Ferner war er Präsident von NHB Construction und Secretary bei Dixie-Six Land Development. Er war ein Navy-Veteran des Koreakrieges. Bangerter diente zehn Jahre lang, von 1974 bis 1984, in der Legislature von Utah. 1980 wurde er zum Speaker im Repräsentantenhaus von Utah gewählt. Ferner war er dort als Majority Leader und Assistant Majority Whip tätig. 1983 wurde er als einer der besten zehn Abgeordneten in der Republikanischen Partei benannt.

## Gouverneur von Utah
Bangerter wurde 1984 gegen den Demokraten Wayne Owens zum Gouverneur von Utah gewählt und später noch einmal wiedergewählt. Er übte sein Amt vom 7. Januar 1985 bis zum 3. Januar 1993 aus. Der Grundpfeiler seiner Amtszeit war eine geschäftsorientierte Regierung, die darauf konzentriert war, Wirtschaftswachstum zu generieren. Es wurden Anstrengungen unternommen, um neue Unternehmen in den Staat zu holen. In diesem Zusammenhang war er ein Fürsprecher der eben gegründeten Utah Technology Finance Corporation, die die Startfinanzierung für anlaufende Hightech-Unternehmen zur Verfügung stellte. Ferner hatte er den Vorsitz über die Western Governors’ Association und die Interstate Oil Company Commission. Er entschied sich, nicht für eine dritte Amtszeit zu kandidieren, und verließ 1993 sein Amt.

## Weiterer Lebenslauf
Er war von 1996 bis 1999 Präsident der South Africa Johannesburg Mission der Kirche Jesu Christi der Heiligen der Letzten Tage (Mormonen). Er war mit Colleen Bangerter verheiratet. Das Paar hatte sechs gemeinsame Kinder und einen Pflegesohn. Die zwischen 1989 und 1998 gebaute Utah State Route 154, für deren Bau er sich einsetzte, wurde 1998 als „Bangerter Highway“ nach ihm benannt.